# Cá voi mõm khoằm Nhật Bản
Cá voi mõm khoằm Nhật Bản hay Cá voi mõm khoằm răng bạch quả, tên khoa học Mesoplodon ginkgodens, là một loài động vật có vú trong họ Ziphiidae, bộ Cetacea. Loài này được Nishiwaki & Kamiya mô tả năm 1958.
Người ta đã nhìn thấy loài cá voi này mắc lưới ít hơn 20 lần ngoài khơi bờ biển của Nhật Bản, California, quần đảo Galapagos, New South Wales, New Zealand, Sri Lanka, Maldives, và eo biển Malacca. Phạm vi của chúng chủ yếu là vùng biển nhiệt đới và ôn đới ở Ấn Độ và Thái Bình Dương. Không có cách nào để ước lượng dân số.
Cá voi đực có thể không tham gia vào chiến đấu, và chúng có thể ăn mực và cá. 

## Hình ảnh

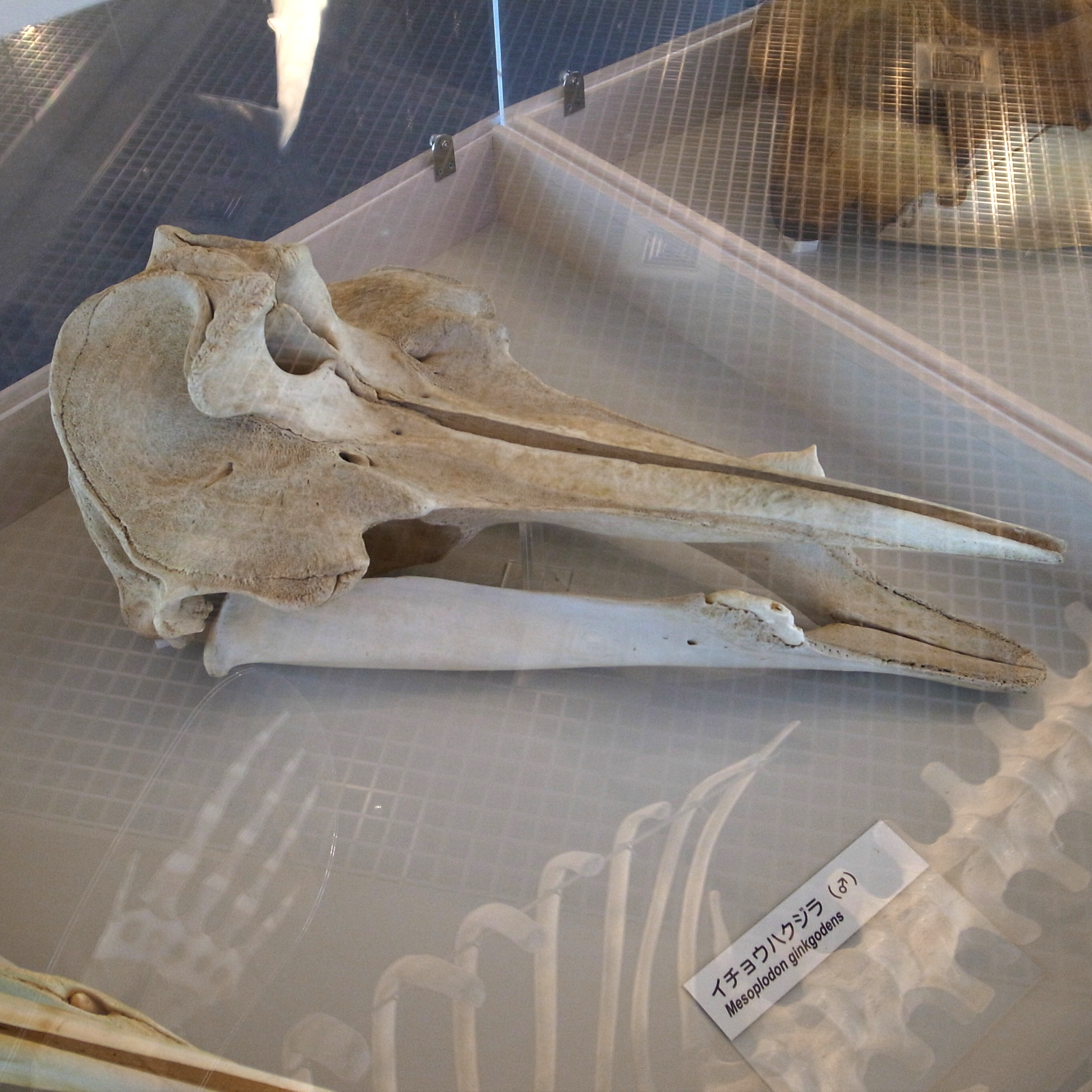